# 张慕洁
张慕洁（1933年—），女，广西桂林人，中华人民共和国医生、政治人物，曾任广西壮族自治区人大常委会副主任，中国农工民主党中央委员会常务委员，第八届全国政协委员，第九届全国人大代表。